# 戸倉英美
戸倉 英美（とくら ひでみ、1949年2月9日 - ）は、日本の古典中国文学者。東京大学名誉教授。漢文学専攻。神奈川県出身。

## 略歴

### 学歴
- 東京都立西高等学校卒業
- 1973年3月 - 東京大学文学部卒業（第三類 中国語中国文学）
- 1981年3月 - 東京大学大学院人文科学研究科中国語中国文学専門課程博士課程単位取得退学

### 職歴
- 1988年4月 - 旧・東京都立大学人文学部助教授
- 1991年4月 - 東京大学教養学部助教授
- 1993年4月 - 東京大学文学部助教授
- 1995年4月 - 東京大学大学院人文社会系研究科教授
- 2013年 - 定年退任。

## 著書
- 『詩人たちの時空 漢賦から唐詩へ』平凡社選書、1988年

## 参考
- 東大文学部年報: